# Império Zande
O Império Zande (em persa: سلسله زندیه; romaniz.: Selsele-ye Zandiye') foi um Estado de origem curda que surgira no século XVIII em vastas porções do moderno Irão. Era governado pela dinastia Zande, fundada pelo curdo Carim Cã (r. 1750–1779) que inicialmente governou o centro-sul iraniano. O Império Zande mais tarde veio a rapidamente se expandir para incluir grande parte do resto do Irão contemporâneo, bem como o Azerbaijão e partes do Iraque e da Arménia.

## História

### Carim Cã Zande
A dinastia foi fundada por Carim Cã, chefe da tribo dos zandes, que é uma tribo de origem Lak, ou Luri (de acordo com David Yerushalmi). Ele se tornou um dos generais de Nader Xá. Nader Xá moveu a tribo zande de seu território em Lakestan para as estepes do leste de Coração. Depois da morte de Nader Xá, a tribo zande, sob a liderança de Carim Cã, voltaram ao seu antigo território. Depois que Adil Xá virou rei, Carim Cã e seu soldados saíram do exército e se uniram com Ali Morad Khan Bakhtiari e Abolfath Khan Haft Lang, dois chefes locais, se tornou um grande lutador, mas foi desafiado por vários adversários. Abolfath Khan foi o primeiro ministro, Carim Cã se tornou o comandante do exército e Ali Morad Khan se tornou o regente.
Carim Cã declarou Xiraz sua capital, e em 1778 Teerã se tornou a segunda capital. Ele conseguiu controlar as partes central e sudeste do Irão. Com o plano de dar legitimidade ao seu clã, Carim Cã substituiu o Xá Ismail III, neto do último rei safávida, no trono em 1757. Ismail era um rei símbolo e o poder era, na verdade, de Carim Cã. Carim Cã era o comandante militar e Alimardã Cã era o administrador civil. Pouco depois, Carim Cã tentou eliminar o seu partidário e o rei símbolo em 1760, fundando sua própria dinastia. Ele recusou o titulo de rei e, em vez disso, nomeou-se com o título de Representante do povo.
Em 1760, Carim Cã derrotou os seus rivais e controlou todo o Irão, excepto Coração no norte, que foi comandada por Xaruque Afexar. Suas campanhas militares contra Azade Cã no Azerbaijão e contra os Otomanos na mesopotâmia trouxeram o Azerbaijão e a província de Baçorá ao seu controle. Mas ele nunca parou as campanhas contra o seu arqui-inimigo, Maomé Haçane Cã Cajar, o líder dos cajares Ghovanloo. Ele finalmente foi derrotado por Carim Cã, e os seus filhos, Maomé Cã Cajar e Huceine Quoli Cã, foram trazidos a Xiraz como reféns.
Os monumentos de Carim Cã incluindo o famoso Palácio de Carim Cã, Vakil Bazaar e muitas mesquitas e jardins. Ele também é responsável por construir um palácio na cidade de Teerã, a futura capital da Dinastia Cajar.

### Declínio e queda
A morte de Carim Cã em 1779 deixou o seu território vulnerável a ataques de seus inimigos. Seu filho, Abulfate Cã, era um governante incompetente e era bastante influenciado por seu tio (e comandante de Carim Cã), Zaqui Cã. Outros governantes como Ali Murade e Jafar Cã também falharam em seguir as políticas de Carim Cã e, pouco tempo depois, o país foi atacado por todos os lados.
Os maiores inimigos dos Zande, os comandantes Cajar, liderados por, Maomé Cã Cajar, estavam avançando rapidamente contra o reino em declínio. Até que, em 1789, Lotefe Ali Cã, um sobrinho-neto de Carim Cã, declarou-se o novo rei. Seu reinado (que durou até 1794) foi administrado em grande parte com guerras contra Aga Maomé Cã. Ele foi finalmente foi capturado e brutalmente morto na Fortaleza de Bam, colocando um efetivo fim ao Império Zande.
Politicamente, também é importante o fato de que os Zande, especialmente Carim Cã, tenham escolhido o título de Vakilol Ro'aya (Representante do povo) em vez do de rei. Outra política além do título com alto valor de propaganda, foi a preocupação com as exigências da população na época, com governantes com a simpatia popular, diferente de governantes absolutistas, que eram totalmente detestados pela população, como os governantes do Império Safávida.
Depois da Revolução Iraniana de 1979 a dinastia Zande foi a única dinastia cujos nomes em lugares públicos foram mantidos pela nova república islâmica. Curiosamente, uma união foi formada entre os Zande e os Cajares, de um modo que a neta de Carim Cã, Bolour Khanum Zandieh, casou-se com Maomé Xá Cajar e trouxe a ele duas filhas, a princesa Osra e a princesa Efate Daulá.

## Cultura

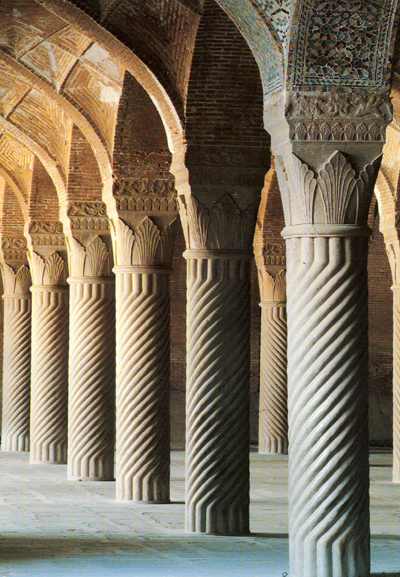
Mesquita Vakeel, em Xiraz

A era Zande foi um período de relativa paz e crescimento econômico para o país. Muitos territórios que foram conquistados pelo Império Otomano durante o Império Safávida foram reconquistados, e o Irão foi novamente um país prospero. Depois da pintura iraniana ter alcançado o seu auge no fim do século XVII, uma escola de pintura especial tomou forma durante a era Zande nos séculos XVII e XVIII.
Na política diplomática, Carim Cã tentou reviver as trocas do Império Safávida, permitindo que os britânicos criassem um ponto de troca no porto de Bushehr. Isso criou a Companhia Britânica das Índias Orientais no Irão e aumentou sua influência no país. Os impostos foram reorganizados de um jeito que eles acabaram de modo justo. O sistema judiciário era justo e humano. A pena capital era raramente implementada.

## Xás do Império Zande
- Carim Cã, 1750–1779 کریم خان زند
- Maomé Ali Cã, 1779 محمدعلی خان زند
- Abulfate Cã, 1779 ابولفتح خان زند
- Sadique Cã, 1779–1782 صادق خان زند
- Ali Murade Cã, 1782-1785 علیمراد خان زند
- Jafar Cã, 1785-1789 جعفر خان زند
- Saíde Murade Cã, 1789 صیدمراد خان زند
- Lotefe Ali Cã, 1789-1794 لطفعلى خان زند